# Black and Blue (album de Uh Huh Her)
Pour les articles homonymes, voir Black and Blue.
 (mai 2017).
Si vous disposez d'ouvrages ou d'articles de référence ou si vous connaissez des sites web de qualité traitant du thème abordé ici, merci de compléter l'article en donnant les références utiles à sa vérifiabilité et en les liant à la section « Notes et références ».
Albums de Uh Huh Her
Common Reaction
(2008) Nocturnes
(2011)
Black and Blue est le deuxième EP du groupe de musique electro-indie américain Uh Huh Her, lancé le 15 mars 2011.
Il comprend six nouvelles chansons originales.
Produit par Camila Grey (à l'exception de la chanson I've Had Enough, coproduite avec Brad Thomas Ackley), le nouvel EP apparaît comme un préambule à leur deuxième album studio : Nocturnes.

## Liste des titres
| 1.    | Black and Blue  | 3:17 |
| 2.    | Never The Same  | 3:33 |
| 3.    | I’ve Had Enough | 3:31 |
| 4.    | Philosophy      | 3:31 |
| 5.    | Fascination     | 3:01 |
| 6.    | No Sacrifice    | 3:40 |
| 20:33 |                 |      |